# Matteo Donia
Matteo Donia (Palermo, metà del XVI secolo – Palermo, fine del XVI secolo) è stato un filosofo, poeta e medico italiano, noto per le sue opere latine e volgari, nonché per la sua riflessione sulla condizione dei poeti e sulla difficoltà di ottenere riconoscimenti in un periodo segnato dalla dominazione spagnola.
Sebbene appartenente a una generazione di intellettuali siciliani di spicco, non riuscì a raggiungere la fama di altri suoi contemporanei come Sebastiano Bagolino. La sua vita e la sua carriera sono state segnate da una continua lotta contro l'indifferenza e l'ingratitudine del suo tempo, temi che emergono con forza nelle sue opere.

## Biografia
Poco si conosce della sua vita, e la sua data di nascita e morte rimangono sconosciute. Alcune fonti riportano che avrebbe intrapreso studi di medicina a Napoli e Pisa, pur non essendo chiaro in quale città abbia completato la sua formazione. Nonostante il suo impegno professionale come medico, fu la sua passione per la poesia a definirne il lascito intellettuale. La sua produzione letteraria, infatti, è caratterizzata da una notevole versatilità, spaziando dalla poesia latina a quella volgare, ma in particolare è la poesia latina che risulta più significativa per l'eleganza stilistica e il contenuto culturale.
È conosciuto per la sua delusione nei confronti della società del suo tempo, un tema che permea molte delle sue opere. Nonostante l'alto livello culturale che aveva raggiunto, egli lamentava spesso la difficoltà di trovare patrocinatori o mecenati disposti a sostenerlo. La sua frustrazione per l'assenza di un pubblico che apprezzasse sinceramente il suo talento è espressa con particolare vigore in una delle sue lettere più celebri, l'Epistola ad Bargæum, indirizzata a Pietro degli Angeli, un altro letterato dell'epoca. In questa missiva, egli descrive la sua condizione di intellettuale emarginato, costretto a confrontarsi con una corte che non sapeva riconoscere i veri meriti letterari.
La sua figura non raggiunse mai una grande notorietà durante la sua vita, ma il suo lavoro è stato successivamente riscoperto dagli studiosi della letteratura rinascimentale. La sua produzione poetica è stata apprezzata per la sua raffinata tecnica e per il suo impegno nel trattare temi universali come la vanità delle ambizioni umane e il desiderio di gloria. Si inserisce pienamente nel panorama dei poeti e intellettuali che, pur non riuscendo a conquistare una fama immediata, hanno contribuito a definire i tratti distintivi del Rinascimento siciliano. Fu amico dei poeti Antonio Veneziano e Leonardo Orlandini, che vengono allegoricamente ricordati in un altro suo poemetto, il Melicus, del 1595.

## Opere principali
Le opere di Donia spaziano dalla poesia latina alla produzione in volgare, ma sono in particolare i suoi componimenti latini a destare maggiore attenzione per la loro eleganza stilistica e per la riflessione sociale che trasmettono. Tra le sue opere più note si annoverano:
- Matteo Donia, Il Giorgio, poema sacro et heroico, Palermo, Giovanni Battista Maringo, 1599, SBN CFIE001205.